# Filmproduktion

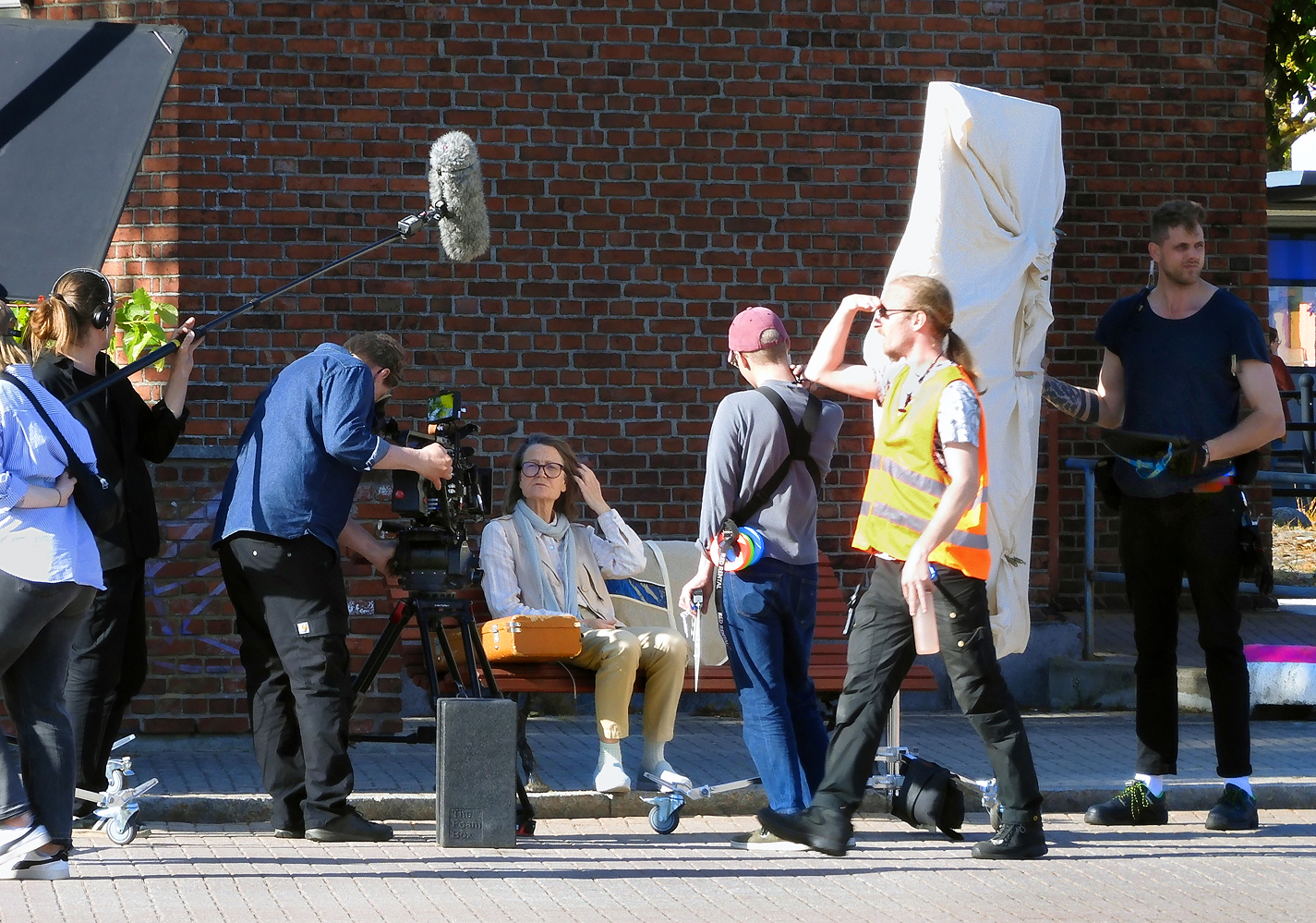
Anagram Produktion tar en scen i dramakomedin Hålla samman 23 maj 2022 i Ystad.

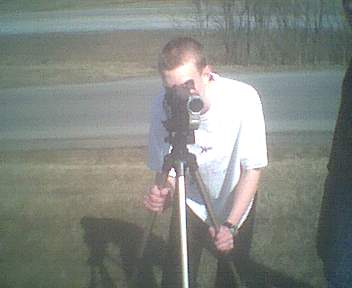
Person med filmkamera, som filmar material till en amatörfilm.

Filmproduktion är den kreativa och hantverksmässiga processen med att framställa spel- eller animerad film, från det att grundidén alstras till att filmen är färdig för visning. Professionell filmproduktion har funnits sedan filmmediet uppfanns och är numera en mångmiljonindustri vars center ligger i Hollywood och Bollywood, där filmstudios anställer flera yrkesgrupper, inklusive manusförfattare, producenter, regissörer, filmfotografer, ljudtekniker, skådespelare, klippare, filmmusikkompositörer och distributörer, för att samarbeta kring filmprojekt. Produktion av amatör- och independentfilm innebär oftare lägre budget och därför att samma personer har flera yrkesroller.

## Stadier i filmskapande
Produktionen av en film kan delas in i fem huvudstadier:
1. Utveckling
2. Förproduktion/förberedelser
3. Inspelning
4. Efterbearbetning/Post-production
5. Distribution

I Sverige tar hela cykeln ungefär två år. En fullskalig Hollywood-produktion tar cirka tre år. Den första tredjedelen av tiden går åt att utveckla idén. Den andra tredjedelen åt förberedelser och inspelning. Den sista tredjedelen åt efterbearbetning (inklusive musikläggning) och distribution.

### Utveckling
Se även huvudartikeln filmmanus

Exempel på en sida ur ett filmmanus.

Utvecklingsfasen kretsar huvudsakligen kring framställandet av ett filmbart, intressant filmmanus. Manusarbetet börjar med en grundidé som bearbetas och utökas till ett filmmanus i flera steg: från de första nerskrivna tankarna till en s.k. step outline, till ett treatment, till manus, och slutligen ett antal bearbetningar. Under arbetet har manusförfattaren mycket kontakt med tänkbara filmproduktionsbolag för att se om det finns någon marknad för manuset.
Sedan presenteras manuset för filmproducenter och filmregissörer för att säkerställa filmens finansiering. Inte sällan är dock manusförfattaren och regissören samma person, ibland kallad auteur med egen stark konstnärlig vision och vilja att utforma verket efter egen önskan, vilket kan skapa konfliktsituationer gentemot producenter, finansiärer och distributörer.
En stor del av alla projekt fallerar i den här fasen, några för att idén inte håller för marknaden, och andra av kreativa konflikter. Filmprojekt kan existera i utvecklingsfasen under en lång period, då det är osäkert ifall det kommer att bli en film eller inte. Detta kallas ibland "utvecklingsträsket" ("Development hell").

### Förproduktion
Under förproduktionen får filmen sitt utseende och arbetet planeras, med budget och inspelningsschema. De poster som behövs under inspelningen tillsätts: 
- Regissör som bestämmer över inspelningen
- Produktionsledare som ofta ansvarar för hela det övergripande praktiska produktionsarbetet under producenten, ibland med hjälp av produktionsassistenter
- Rollsättare som håller audition för vissa roller, men även tilldelar kända skådespelare roller baserat på tidigare meriter
- Platsletare som rekognoserar och skapar egna arkiv med olika slags miljöer för att finna lämpliga inspelningsplatser
- Inspelningsledare som ser till att inspelningen håller tid och budget. Fungerar ibland som produktionsbolagets kontaktperson och kan ha inspelningsassistenter till sin hjälp
- Fotograf (ibland även kallat A-foto) som koordinerar filmens ljus och bildutsnitt. Har ett nära samarbete med regissören
- Scenograf (även kallad Filmarkitekt) som ansvarar för hur filmens inspelningsplatser ser ut och styr över kostymörer och smink/hår/masker
- ev. storyboard-tecknare/grafisk designer som ritar ett mer detaljerat bildmanus och bildar en länk mellan regissör och scenograf
- Ljudtekniker som tar upp ljud under inspelningen. Det ljud som tas upp under inspelningen är ofta endast dialogen, allt annat ljud undviks till så stor utsträckning som möjligt. Allt annat ljud läggs istället på i efterhand, vilket är två procedurer, fotsteg och ljudeffektläggning. I många länders filmer brukar dock mycket av dialogen spelas in i studio efteråt; en procedur kallad eftersynkning (bland annat i USA och Italien). Eftersynkmetoden är dyr eftersom skådespelarna måste få lön under en längre tid, men ger ofta ett ljudkvalitetsmässigt högre resultat både i talet och i ljudsammanställningen. Ibland görs samma film också i olika språkversioner direkt som dubbning i vissa länder.
- Stuntman som ersätter skådespelare vid farliga scener och specialeffektsmakare som skapar explosioner vid inspelningen m.m.
- Koreograf som koordinerar danser, slagsmål etc.
- Kompositör som gör musiken till filmen
- visuella effekter som skapar effekter i dator

Utöver dessa finns många ytterligare personalgrupper, särskilt i stora, kommersiellt påkostade produktioner (framförallt i Hollywood och liknande storskaliga utländska verksamheter). I Sverige och många länder med mindre budgetresurser är personalgrupperna normalt betydligt mindre i antal.

### Inspelning
Under det här stadiet anställs fler till teamet, såsom rekvisitör/attributör, scripta, regiassistent(er), stillbildsfotografer, redigerare m.fl.
En typisk inspelningsdag börjar med att dagens schema delas ut. Inspelningsplatsen görs i ordning, all rekvisita tas fram och platsen ljussätts. Skådespelarna kläs på och sminkas.
Manuset gås igenom på plats och övas, främst för fotografens och ljudteknikernas skull. Handlingen filmas sedan i så många tagningar som behövs. (Tagningen sätts igång av regissören som säger "Börja" eller "Varsågod" - på engelska "action", och slutar inte förrän regissören säger "Tack", på engelska "Cut".)
Varje tagning numreras i en klappa för att hjälpa redigeraren hålla reda på tagningarna vid klippningen. Klappan anger scenens nummer, tagningens nummer, regissör, producent, datum och filmens namn. Klappan används också för att synkronisera ljud och bild, eftersom ljudet spelas in separat.
I större filmproduktioner finns ofta två filmteam, där det "andra", sekundära filmteamet arbetar med inspelning av vyer, närbilder på objekt samt andra inspelningar som senare klipps in i filmen. 
De tagningar där skådespelarna minns sina repliker, står på rätt plats, och tekniken fungerar, markeras av scriptan, fotografen och ljudteknikerna i sina papper. Varje tagning beskrivs också för att göra klippningen lättare.
Regissören bestämmer när en scen är klar, och då sätter teamet igång att plocka ihop inspelningsplatsen för dagen. Regissören godkänner sedan nästa dags inspelningsschema och skickar en daglig rapport till kontoret. Skådespelarna får det klockslag de ska vara på plats nästa dag och var de ska befinna sig.
Vanligen skickas dagens tagningar i traditionell film (analog) till framkallning över natten (de kallas "dagstagningar", på engelska "dailies") och granskas av regissören och vissa ur teamet så snabbt som möjligt. För digitalfilm visas filmen på liknande sätt.
När hela filmen är inspelad, hålls en avslutningsfest för hela teamet och alla skådespelare.

### Efterproduktion

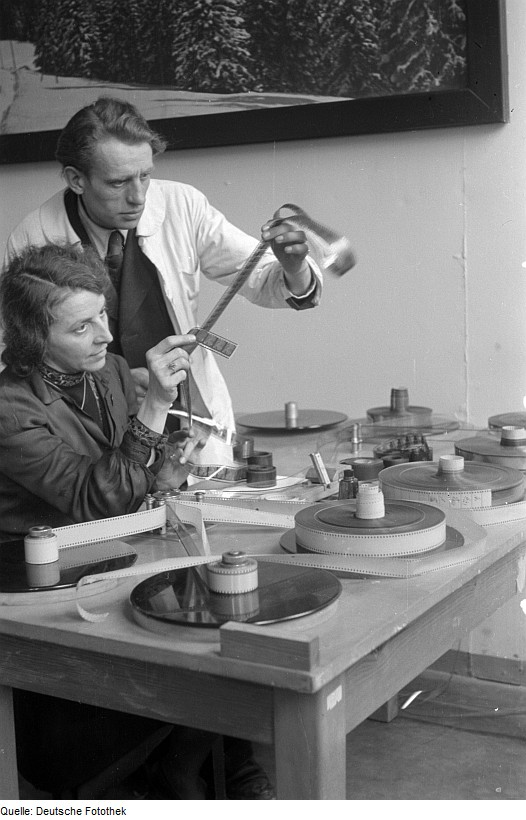
Filmklippning med filmremsor som sätts ihop för att skapa rätt effekt.

Här ställs filmen samman till en helhet. Filmen sätts ihop ("klipps"), och de visuella effekterna görs och fogas in i filmen. För- och eftertexter, samt alla skyltar i filmen, läggs in. Viss dialog spelas in på nytt, ljudet synkroniseras, och ljudeffekter (inklusive tramp och eftersynkning) läggs på. Musiken komponeras och läggs på. Ljudmix sker, på filmer som går ut på bio sker den slutliga ljudmixen i en biografliknande miljö.
Därefter är filmen låst, och filmen sägs ha nått final cut. En klipplista produceras och masternegativet skapas. Den kopieras till ett positiv, varpå den resulterade kopian blir master för de filmer som ska distribueras. (Anledningen till att man inte kopierar direkt från masternegativet är att man inte vill riskera att stå utan masternegativ.)
Filmbolaget gör (ibland i Sverige, alltid i USA) en testvisning inför publik. Den feedback som kommer in avgör bland annat om vissa scener ska tas om, och hur stor satsning man ska göra på reklam.

### Distribution
Det här är det sista stadiet, där filmen går upp på biografer eller säljs till TV-kanaler eller direkt till video eller dvd. Vanligtvis sker detta genom en filmdistributör/ett distributionsbolag, ibland med egna biografer eller videoproduktions-verksamheter. Filmen kopieras i tillräckligt många exemplar. Pressmaterial, affischer, och annat reklammaterial publiceras. Filmens trailer börjar visas.
Filmens reklamkampanj startar ofta med ett releaseparty, presskonferenser, intervjuer, pressvisningar och visningar på filmfestivaler. Numera är det också vanligt att skapa en egen webbplats för filmen.
Filmen går upp på ett visst antal biografer, och ges oftast först senare ut på dvd. Alla inkomster från filmen delas mellan distributören och produktionsbolaget.

## Independent-film
Filminspelningar sker också utanför de etablerade filmstudiorna. Sedan DV-tekniken kom har det blivit lättare att göra egen film. Filmskapare kan filma, ljudlägga och klippa med hjälp av en vanlig hemdator. 
Beroende på independentfilmarens ambition och stil används mer eller mindre utrustning. Tid, pengar och antalet personer som arbetar är långt mindre på independentfilmerna vilket i sig ger ett stilmässigt intryck på filmen, men det som normalt sett kan ge independentfilmen ett professionellt intryck, trots sämre tillgångar, är att den fortfarande har ett godtyckligt ljud. Ljudutrustning på hög nivå är idag en konsumentvara och är därför väldigt billig; den totala ljudutrustning som krävs för film är klart billigare än kameran. En billig DV-kamera (en kamera för normalt hemmabruk) har dock problemet att den komprimerar ljudet dynamiskt (se kompressor (ljudteknik)) mycket hårt, även på det ljud som kopplas in i mikrofoningången, vilket gör att extern ljudutrustning vid inspelning på en sådan kamera inte ger ett bra resultat.
Normalt sett vid inspelningar av stora bolag används myggor (på varje person) och en kondensatormikrofon (på en bom) som placeras så nära skådespelarna som möjligt, men på äldre filminspelningar användes endast kondensatormikrofon och den tekniken fungerar även idag mycket bra vilket independentfilmare kan föredra. Även om ljudet tas upp mycket närmare på detta sätt så är inspelningen av tramp i efterhand fortfarande en viktig process, framförallt för att den gör händelseförloppet i bilden mycket tydligare. I efterhand pålagda ambienser ger även bilden större nöje.
Även om själva produktionsmedlen har demokratiserats är finansiering, distribution och marknadsföring fortfarande svårt för den som inte är etablerad. De flesta independent-filmare använder sig av filmfestivaler för att bli uppmärksammade och få distribution.